# Liste der Gefäßpflanzen Deutschlands/O
- Ochsenauge, Weidenblättriges (Buphthalmum salicifolium) - Familie: Asteraceae
- Ochsenzunge, Gewöhnliche (Anchusa officinalis) - Familie:Boraginaceae
- Ochsenzunge, Italienische (Anchusa azurea) - Familie: Boraginaceae
- Odermennig, Großer (Agrimonia procera) - Familie: Rosaceae
- Odermennig, Kleiner (Agrimonia eupatoria) - Familie: Rosaceae
- Odermennig, Nelkenwurz- (Aremonia agrimonoides) - Familie: Rosaceae
- Ohnsporn (Aceras anthropophorum) - Familie: Orchidaceae
- Ohrweide, Bastard- (Salix x ambigua (Salix aurita x S. repens)) - Familie: Salicaceae
- Osterluzei, Gewöhnliche (Aristolochia clematitis) - Familie: Aristolochiaceae